# 渡部将之
渡部 将之（わたべ まさゆき、1978年8月1日 - ）は、愛知県出身の日本の俳優。身長165cm。演劇ユニット「円盤ライダー」代表、朝劇丸の内プロデューサー、星が丘フリンジ総合プロデューサー、東京2020パラリンピック閉会式にも出演している。マネージメントオフィスはエッグスター。

## 来歴・人物
東海中学校・高等学校卒業、三重大学工学部を中退。2006年、自身が主宰（初代ライダー）を務める演劇ユニット「円盤ライダー」を旗揚げ。劇場を使わずどこでも舞台にしてしまう活動を続け、ダイヤモンド・プリンセス号他豪華客船での公演やボウリング場、SHiDAXカラオケ、立体駐車場等を舞台にした。年2〜3回の本公演と地方公演(大阪・名古屋)全てをプロデュース・出演する。また外部プロデュース・キャスティングも手掛けている。
狂言師・大藏基誠の主宰する狂言ラウンジでは、芝居部分の脚本・構成・出演で関わる。
「朝劇丸の内」のプロデュースを担当。
全国心理業連合会公認全国統一認定資格プロフェッショナル心理カウンセラー一般に合格する。
地元の愛知県にて(株)東山遊園と星が丘フリンジを設立し、名古屋での文化活動も行っている。コロナ禍で、車から演劇を観る新しい観劇スタイル【ドライブインステージ】を発案。『中日新聞』一面トップを飾った（2020年10月19日夕刊）。
2020年東京パラリンピック閉会式にパフォーマーとして出演した。

## 主な出演作品

### イベント
- 2020年東京パラリンピック 出演（2021年9月5日）

### テレビドラマ
- 全力坂（テレビ朝日）
- 大友宗麟（NHK）
- 新撰組（NHK）
- その時歴史が動いた（NHK）ジョセフ彦役
- 迷宮美術館（NHK）竹久夢二役
- タイムスクープハンター 散髪ポリス編、江戸リサイクル編（2012年、NHK）
- 港古志郎警視
- ハケンのキャバ嬢・彩華 第6話（2017年11月20日、朝日放送[注釈 1]） - クラブ「エロス」来店客 役
- 歴ドラ武将がスーツに着替えたら 福島正則役（2019年中京テレビ）
- CBCラジオドラマ「満ちる」原作監修竹内銃一郎脚色佃典彦出演佐野史郎大地役(2023/5/19)

### WEBドラマ
- ハケンのキャバ嬢・彩華 第6話（2017年11月13日、AbemaTV[注釈 1]） - クラブ「エロス」来店客 役

### 映画
- ざ☆ロードショー THE MOVIE 監督：こんひろし　企画・主演：御嶽哲也役 2021/5 ミリオン座　2021/6 池袋HUMAXシネマズ

- 武士の一分監督：山田洋次小姓頭役
- 偶然の続き（ぴあフィルムフェスティバル2005）主演フジキ役　観客賞受賞
- 港古志郎警視監督・主演：愛川欽也　中西浩二役

### CM
- 明星食品「一平ちゃん夜店のヤキソバ」夜店サイクリング編

### 舞台
- 「熱り」作・演出 平石耕一
- 「ウインダミア・レディ」 作・演出 平石耕一
- 「不死鳥の落胤」作・さいふうめい演出 高瀬久雄（文学座）
- 「オペラ手鏡」東京・新潟公演
- 「ニコロ・マキアヴェリの生涯」 作・演出 平石耕一
- 「柱の疵・二幕版」 主演 三郎 役
- 「アタックNO．5」 轟役 作・演出 菅野臣太朗（2006）
- 「ハナレウシ」Z団公演 作・演出キタムラトシヒロ 井上聞多 役 シアターサンモール
- 「ひかる君」 青山円形劇場
- 「ホワイトソング」作・演出 菅野臣太朗
- 「ダブルブッキング」作・演出 堤泰之紀伊国屋ホールシアタートップス
- 「苦情の手紙」作・演出中野俊成銀座博品館劇場(2009/2/14)
- 「DOG'S」演出宇治川まさなり(2009/2/26〜3/7)
- 「ソラオの世界」作・演出：西田シャトナーKitty Film presents劇団たいしゅう小説家＠大塚　萬劇場(2009/4/29〜5/6)
- 「バンク・バン・レッスン」ルドビコ★another作・高橋いさを（劇団ショーマ）　(2009/5/27〜31)
- 「MOTHER マザー〜特攻の母 鳥濱トメ物語〜」作・演出藤森一朗　荒木田少尉役 新国立劇場小ホール
- 「MOTHER マザー〜特攻の母 鳥濱トメ物語〜」作・演出藤森一朗　荒木田少尉役 再演 銀河劇場
- 「信長」作・演出藤森一朗 佐久間信盛役 全労済ホールスペース・ゼロ
- 「らん」脚本・演出：秦建日子 前進座劇場
- 「MOTHER マザー〜特攻の母 鳥濱トメ物語〜」作・演出藤森一朗　荒木田少尉役 再々演　新国立劇場小ホール(2011/7/27〜7/31)
- 「本日のお日柄は」中野ポケット
- 「他人さがし」脚本・演出：御笠ノ忠次(2012/2/15〜19)
- 「Kiss Me You 〜がんばったシンプー達へ〜」脚本・演出：藤森一朗　 阿倍少尉役新国立劇場小ホール(2012/5/23〜27)
- 「登校日へ行こう」脚本・演出：御笠ノ忠次(2012/8/22〜26)
- 「マウストラップ(ねずみとり)」脚本アガサ・クリスティー 六本木ブルーシアター ジャイルズ・ロールストン役(2013/3/7〜18)(小松政夫、横内正、夏樹陽子らと共演)
- 「狂言ラウンジ」セルリアンタワー能楽堂(2013/4/12・5/23〜ロングラン)　前説部分の脚本・構成・出演担当
- 「The Devil of the 6th Heaven」(2013/8/14〜8/18)主演加藤清正役(永澤俊矢、石坂勇らと共演)
- 「WORLD」(2013/10/18〜27)作・演出菅野臣太朗シアター1010(大鶴義丹、野村宏伸、金山一彦、辻本祐樹、佐藤亜美菜らと共演])
- 「Beautiful Runner(再演)」脚本・演出：IKKAN(2014/1/16〜2/2）主演・猿渡役
- 「いい男と作りたい4つの芝居episode3 CUTE BOYS STORY」(2014/1/16〜2/2）出演：柏進/奥田努(Studio Life)/福山聖二/坂本隆行/渡部将之
- 「座長芝居」脚本・演出：高倉良文(2014/3/4〜3/9）
- 中日劇場「だいこん」(2014/8/4〜8/17)若旦那・浩太郎役　原作＝山本一力、脚本＝池田政之、演出＝金子良次(共演高橋恵子、石川梨華、赤井英和、渡辺哲、梅沢富美男)
- 「Kiss Me You 〜がんばったシンプー達へ〜」脚本・演出：藤森一朗　 阿倍少尉役キンケロシアター(2014/9/3〜14)(共演うつみ宮土理、東てる美、鈴木勝大)
- 「座長芝居2」脚本・演出：高倉良文(2015/2/11〜2/15）
- 「自由を我らに！」作：じんのひろあき　演出：吉久直志池袋シアターグリーンビッグツリーシアター(2015/7/7〜12)
- 「戯曲Operation」脚本：飯田譲治中野スタジオあくとれ(2015/7/22〜26)
- 「DADDY WHO?」天才劇団バカバッカ 番外 中野・テアトルBONBON：(2015/8/26〜30) 春木登役(主演)
- 「えのもとぐりむのやわらかいパン」原作：水野美紀　脚本・演出：えのもとぐりむ G/Pit(2015/9/23〜28) 源一郎役
- 「彼女はそこに立っていた」「みじめ」脚本・演出：御笠ノ忠次下北沢 小劇場B1(2016/1/27〜31）案山子堂／具合音芝居
- 「座長芝居3」脚本・演出：高倉良文(2016/2/10〜2/14）
- 「ソウサイノチチル」脚本・演出：えのもとぐりむ 愛知県芸術劇場　小ホール(2016/4/14〜17)
- 「嘘つき歌姫」脚本・演出：えのもとぐりむ シアターサンモール(2017/2/16〜20)

マンハッタリー豊島役
- 「座長芝居4」脚本・演出：高倉良文 原作：後藤ひろひと下北沢楽園(2017/4/4〜9)
- 「舞台北斗の拳 ー世紀末ザコ伝説ー」脚本：川尻恵太 演出：村井雄ミスミ役

東京ドームシティ　シアターＧロッソ
- 聖地ポーカーズTRAD 黒帯三昧「TRUCE」脚本・演出：榎原伊知良 新宿シアターブラッツ(2017/12/13〜17)カメラマン役(主演)
- 「カナリアイロニカル」脚本・演出：えのもとぐりむ 中野テアトルボンボン(2018/4/3～8)
- 「ばけもののかくれんぼ」脚本・演出：えのもとぐりむ愛知県芸術劇場 小ホール(2018/5/10～13)
- ナゴヤ座公演「BENTEN THE KID」(2019/1月～2月)
- ナゴヤ座公演「YAJIKITA2」(2019/1月～2月)
- 「ナリユキ」(2019/12/1)

大塚レ・サマースタジオ
- 「ラクダ」脚本・演出：八代将弥(2020/3/1～22)
- 「トップスまで、あと５秒！」脚本・演出：堤泰之　シアタートップスオープニングシリーズ(2021/9/8～9)
- 「軋み」脚本 ブラジリィー・アン・山田　演出：粕谷佳五　コフレリオ新宿シアター(2022/2/23～27)
- 「なんでもないトマトなのに」脚本・演出：えのもとぐりむ赤坂π東京(2022/8/16～21)
- 「ROOTS」総合演出大藏基誠　脚本・演出・出演 渡部将之 殺陣島口哲朗

徳島県三好市武家屋敷旧喜多家(2022/10/15)
- 「記-SHIRUSHI-」脚本・演出 溝口優

劇団fool15周年公演 武蔵野芸能劇場
(2023/4/28〜30)
- 「ダブルブッキング！」-2023- 〜2劇場同時上演！〜　脚本・演出　堤泰之

新宿シアタートップス・紀伊國屋ホール（※2劇場同時上演）赤羽銀次役
(2023/7/13〜23)
- 「オウムノウシス」脚本・演出 えのもとぐりむ父、演劇部顧問役 赤坂レッドシアター(2023/8/16〜20)
- 「記憶観覧車」脚本 えのもとぐりむ演出チョト・サン・ミシェル(2023/9/28〜10/1)
- ヤングエイジ・プロデュース第５弾『Life Shot』(2024/4/23〜30)@原宿ギャラリーハセガワ
- mucho produce「蜻蛉の住む家」※演出として（2024/6/12〜16)テアトルBONBON）[3]
- SCANP14 「壬生浪士無頼伝」（2024/8/1〜4）斎藤一役[4]

### プロデュース舞台
- 円盤ライダーvol.1「SHAKEな夜」作・演出　菅野臣太朗（2006/10/22〜11/5）
- 円盤ライダーvol.2「センチな春」作・演出 菅野臣太朗
- 円盤ライダーvol.3「仕込んでいこう！」作・演出 菅野臣太朗
- 円盤ライダーvol.4「MERRYなヤロー」作・演出 菅野臣太朗
- 円盤ライダーvol.5「おかしな2人？」作・演出 菅野臣太朗
- 「the sizzler」
- 円盤ライダーvol.6 「ハートのレシピ♪」東京公演・大阪公演
- 円盤ライダーvol.5-2 「おかしな2人？」名古屋公演
- 円盤ライダーvol.7 「SHAKEな夜！」再演
- 円盤ライダーvol.8「こじゃれたはるいちばん」作・演出 菅野臣太朗
- 円盤ライダーvol.9「time」
- 円盤ライダーvol.10「w氏の帰れない夜」脚本・演出：西田シャトナー
- 円盤ライダーvol.11「東京バーグ」脚本・演出：御笠ノ忠次
- 円盤ライダーvol.12「東京バーグ2」脚本・演出：御笠ノ忠次(2011/2/10〜2/28)
- 円盤ライダーvol.13「SHERWOOD!!」脚本・演出：御笠ノ忠次
- 円盤ライダーvol.14「仕込んでいこう〜新宿編〜」脚本・菅野臣太朗、演出：キタムラトシヒロ
- 円盤ライダーvol.15「ステキなチェックメイト」脚本・演出菅野臣太朗(2012/6/14〜7/3)
- 「オフ・ザ・レコード」脚本・演出三浦香(2012/9/26〜30)共同プロデュース
- 円盤ライダーvol.16「メリーなヤロー☆2012」脚本・演出菅野臣太朗(2012/12/10〜24)
- 朝劇第1話「丸の内の二人」(2013/5/13〜)脚本・演出：御笠ノ忠次　ロングラン公演
- 円盤ライダーvol.17「ステキなタイミング」脚本・演出菅野臣太朗(2013/6/14〜6/30)
- 朝劇第2話「サルバドルの大事件」脚本・演出：御笠ノ忠次　(2013/10/4〜)ロングラン公演
- 朝劇第3話「彼女は誰のもの？」脚本・演出：御笠ノ忠次　(2014/4/1〜)ロングラン公演
- 円盤ライダーvol.18「ステキなハプニング」脚本・演出：菅野臣太朗(2014/6/14〜6/30）
- 朝劇第4話「キリマンジャロの憂鬱」脚本・演出：谷口健太郎　(2014/4/1〜)　プロデュース・出演 ロングラン公演
- 円盤ライダーvol.19「SHAKEな夜！星ヶ丘バージョン・中野バージョン」脚本・演出：菅野臣太朗(2014/10/1〜10/5）愛知県星ヶ丘NACOラウンジ HOGARAKA (2014/12/25〜28)中野ダーツバーCLOVER
- 円盤ライダーvol.20「サツキノジジョウ」脚本・演出菅野臣太朗(2015/5/13〜5/31)明大前WIRED CAFE
- 円盤ライダーvol.21「今宵はTURKEY」脚本・演出菅野臣太朗(2015/10/20〜10/25)星ヶ丘ボウル
- 円盤ライダーvol.22「ノーキディング」脚本・演出谷口健太郎(2015/12/14〜30)鶯谷シャーウッド
- 円盤ライダーvol.23「66-ロクロク-」代々木・人形町バージョン　脚本・演出菅野臣太朗(2016/5/16〜5/31)山野美容専門学校マイタワー27階　人形町
- 円盤ライダーRPGvol.1「爆弾紳士の挑戦状」脚本・演出渡部将之(2016/06〜ロングラン公演)池袋円盤アジト
- 円盤ライダーvol.24「センチな秋。」脚本菅野臣太朗　演出渡部将之(2016/9/20〜10/2)星が丘テラス特設会場　星が丘フリンジ参加作品
- 円盤ライダーvol.23-2「66-ロクロク-」渋谷シダックスバージョン　脚本・演出菅野臣太朗(2016/10/8〜10/10)シダックスカルチャービレッジ6階　渋谷総合文化祭参加作品
- 円盤ライダーRPGvol.2「爆弾紳士の卒業試験」脚本・演出渡部将之(2016/11/19〜ロングラン公演)池袋円盤アジト
- 円盤ライダーvol.25

10周年記念公演「ジュラシックな夜」
脚本・演出村井雄(2016/12/20〜25,2017/1/10～15)
山野美容専門学校マイタワー27階
- 円盤ライダーvol.26

「僕の見た野茂英雄はテレビの中／ノーモアヒーローズ」
脚本・演出村井雄(2017/6/15～30)
シダックス浅草雷門クラブ
- 円盤ライダーRPGvol.3「爆弾紳士の指名手配」脚本・演出渡部将之(2017/07〜ロングラン公演)池袋円盤アジト
- 星が丘フリンジ演劇祭　総合プロデューサー(2017/9/27～11/26)星ケ丘ボウル特設会場　参加劇団：劇団わに社、神木優、名古屋山三郎一座、劇団スマイル・バケーション
- 円盤ライダーvol.27「66-ロクロク-星が丘編」　脚本菅野臣太朗演出渡部将之(2017/10/13〜22)
- 円盤ライダーRPGvol.4「爆弾紳士の予告状～豪華客船を救え～」脚本・演出渡部将之(2017/11〜ロングラン公演)ダイヤモンドプリンセス号
- 円盤ライダーvol.28「劇場版爆弾紳士」脚本・演出村井雄(2018/02/21〜03/12)山野美容専門学校マイタワー27階
- 円盤ライダーvol.29「66-2 ロクロク2」　脚本・演出菅野臣太朗(2018/7/27～8/6)
- 星が丘フリンジ演劇祭　総合プロデューサー(2018/9月～11月)星ケ丘ボウル特設会場　参加劇団：劇団わに社、平成ーズ、THE SANDAI、なべ塾、劇団スマイル・バケーション
- 円盤ライダーvol.30「66-2 ロクロク2-星が丘編」　脚本菅野臣太朗演出渡部将之(2018/11/16〜25)
- WWPvol.1「TRUCE」　脚本榎原伊知良演出渡部将之 伏見G/pit(2018/12/14〜25)
- 円盤ライダーvol.31「かんむり」　脚本菅野臣太朗演出渡部将之(2019/5/23〜6/5)
- 円盤ライダー外伝「Tip」企画石坂勇作・演出村井雄(2019/08/23〜30)山野美容専門学校マイタワー27階
- 星が丘フリンジ演劇祭　総合プロデューサー(2019/9月～11月)星ケ丘ボウル特設会場　参加劇団：劇団わに社、THE SANDAI、なべ塾、劇団スマイル・バケーション
- 円盤ライダーvol.32「かんむり 星が丘編」　脚本菅野臣太朗演出渡部将之(2020/1/31/～2/2)
- 円盤ライダーvol.33「ブレメン」　脚本榎原伊知良演出 渡部将之(2019/11/15～25)
- 1st Zooooom！※劇団Zooooom！は神木優との共同主宰(2020/7に解散)

「蒼空」改め「ムラモロ」　脚本：菅野臣太朗
(2020/4/15,23,5/5)
- 2nd Zooooom！「病院へいこう」　脚本：菅野臣太朗(4/24,5/4)
- 3rd Zooooom！「親父の面接」　脚本：菅野臣太朗　ゲスト：近藤芳正（友情無償出演）(5/12,13)　ゲスト：パパイヤ鈴木(6/17)
- 4th Zooooom！「不動産屋の恋」　脚本・演出：菅野臣太朗
- 5th Zooooom！「はーどのっくホテル」　脚本・演出：ばんたくや(6/9,15)
- 6th Zooooom！「お騒がせHOTEL」　脚本・演出：菅野臣太朗(6/10,11)
- 7th Zooooom！「今宵、夜空の片隅で」　脚本・演出：菅野臣太朗 (6/24,25)
- 円盤ライダーvol.34「ざ☆ロードショー」　脚本・演出：ばんたくや(2020/10/23～11/5)車から演劇を観るドライブインステージの１作品目
- 円盤ライダーvol.35「15 Fifteen」　脚本・演出：ばんたくや 15周年記念舞台　アトリエファンファーレ東池袋(2021/10/25～31)
- 円盤ライダーvol.36「15 Fifteen 星が丘編」　脚本・演出：ばんたくや 星が丘フリンジ特設会場(2021/12/1～9)
- 円盤ライダーRPGvol.5「へっぽこ探偵in虹の郷〜ロムニー鉄道を救え！〜」　脚本・演出：渡部将之 修善寺温泉虹の郷(2022/4/29～5/5)
- 円盤ライダーvol.37「ライダース・バラッド 〜関戸哲也短編集〜」　脚本関戸哲也 演出 渡部将之 赤坂π東京(2022/12/13～22)
- 山将舞台企画「刃鋼-HAGANE-」　原案 渡部将之、脚本宮谷達也、演出 渡部将之 名東文化小劇場(2024/3/20～24)[5]

※山将舞台企画は名古屋山三郎との共同主宰

### 吹き替え
- デュエリスト
- 東京ゾンビ
- メダリオン
- ジャスティス 闇の迷宮